# 加沃伊
加沃伊（義大利語：Gavoi），是意大利撒丁大区努奥罗省的一个市镇。总面积38.18平方公里，人口2817人，人口密度73.8人/平方公里（2009年）。ISTAT代码为091028。